# Durmersheim
Durmersheim is een plaats in de Duitse deelstaat Baden-Württemberg, gelegen in het Landkreis Rastatt. De stad telt 12.112 inwoners. De oudste schriftelijke vermelding van Dürmersheim stamt uit de 10e eeuw. Toen had het in de Elzas gelegen klooster Weißenburg land in Durmersheim in bezit.

## Geografie
Durmersheim heeft een oppervlakte van 26,15 km² en ligt in het zuidwesten van Duitsland in de Boven-Rijnse Laagvlakte. En ligt tussen Karlsruhe (stad) en Rastatt. Durmersheim ligt op slechts enkele kilometer van de Franse grens. De kerk van Bickesheim, die gebouwd werd in de 13e eeuw, is een bekend bedevaartsoord. 

## Plaatsen in de gemeente Durmersheim
- Durmersheim (hoofdplaats)
- Würmersheim

Au am Rhein · Bietigheim · Bischweier · Bühl · Bühlertal · Durmersheim · Elchesheim-Illingen · Forbach · Gaggenau · Gernsbach · Hügelsheim · Iffezheim · Kuppenheim · Lichtenau · Loffenau · Muggensturm · Ötigheim · Ottersweier · Rastatt · Rheinmünster · Sinzheim · Steinmauern · Weisenbach